# ولینگتون روچا
ولینگتون روچا (انگلیسی: Wellington Rocha dos Santos؛ زادهٔ ۴ اکتبر ۱۹۹۰) یک بازیکن فوتبال اهل تیمور شرقی است. وی همچنین در تیم ملی فوتبال تیمور شرقی بازی کرده‌است.